# Ernesto Sábato
Ernesto Sabato (ur. 24 czerwca 1911 w Rojas, zm. 30 kwietnia 2011 w Santos Lugares) – argentyński pisarz i eseista pochodzenia włoskiego. Z wykształcenia był fizykiem, posiadał tytuł doktora nadany przez Universidad Nacional de La Plata. Po 1945 roku porzucił karierę naukową na rzecz kariery pisarza i malarza. Laureat Nagrody Cervantesa za rok 1984. W 1984 roku komisja CONADEP, której przewodniczył, wydała raport rozliczające zbrodnie argentyńskiej junty wojskowej.

## Życiorys
Urodzony w Rojas Sabato pochodził z solidnej rodziny mieszczańskiej. Około roku 1930 porzucił ustabilizowaną egzystencję w swej rodzinie i został aktywistą komunistycznym, który m.in. organizował w ukryciu manifestacje przeciwko rządom wojskowym.
W roku 1933, już jako sekretarz generalny młodzieżowych organizacji komunistycznych w Argentynie, udał się na kongres przeciwko faszyzmowi i wojnie w Brukseli, skąd miał się następnie wybrać do Moskwy. Jednakże, dowiedziawszy się przedtem o kulisach pokazowych procesów moskiewskich, stał się zarówno wrogiem faszyzmu, jak i stalinizmu. Został wtedy na czas jakiś w Paryżu, gdzie pracował m.in. jako fizyk jądrowy (był świadkiem rozszczepienia uranu, przez co cały czas obawiał się skutków posiadania przez ludzkość tak niebezpiecznej broni, jak broń atomowa).
Od roku 1940 pracował w swojej ojczyźnie jako profesor fizyki na uniwersytecie, jednakże z tego stanowiska usunięto go po dojściu do władzy faszyzującego dyktatora Juana Peróna. Zajął się wtedy wyłącznie literaturą i publicystyką. Współpracował m.in. ze znanym pismem La Nación. Pierwsze uznanie zdobył za zbiór esejów filozoficzno-społecznych Uno y el universo (ukazał się w roku 1945), w których, wedle jednomyślnego zdania krytyki, dowodził, że nauka nie wystarcza, by odnaleźć odpowiedź na dręczące człowieka pytania egzystencjalne.
Wielką sławę przyniosła mu także powieść Tunel. Jego sława pisarska rozniosła się po całym świecie za sprawą boomu na literaturę latynoamerykańską, który rozpoczął się w latach 60. XX wieku.
W roku 1984 zdobył Nagrodę im. Cervantesa, zaś w 1987 Legię Honorową. Mieszkał w Santos Lugares. Uniwersytet de Rosario przyznał mu w roku 1991 doktorat honoris causa.
Zmarł 30 kwietnia 2011 roku w swym domu w Santos Lugares wskutek powikłań zapalenia oskrzeli.
Ernesto Sabato przewodniczył pracom Comision Nacional sobre la Desaparicion de Personas (CONADEP), tj. Narodowej Komisji ds. Osób Zaginionych, którą w roku 1983 powołał do życia prezydent Argentyny, Raul Alfonsin. Komisja ta przygotowała obszerny raport pt. Nunca más (Nigdy więcej) o zbrodniach popełnionych przez juntę wojskową, rządzącą w Argentynie w latach 1976–1982.

## Wybrane dzieła
- Tunel (El túnel, 1948)
- O bohaterach i grobach (Sobre héroes y tumbas, 1961)
- Abaddon – Anioł Zagłady (Abaddón el Exterminador, 1974)